# Kurhessische Leih- und Commerzbank
Die Kurhessische Leih- und Commerzbank (eigentlich Leih- und Commerzbank zu Kassel) war eine Geschäftsbank mit Sitz in Kassel, die in der Praxis als Privatnotenbank agierte. 1859 ging die Bank in die Insolvenz.

## Geschichte
Am 19. April 1721 erhielt die Leyh- und Commercien-Compagnie von Landgraf Karl von Hessen-Kassel eine Konzession zur Gründung einer Aktiengesellschaft zum Betrieb von Handelsgeschäften und Herauslage von Darlehen. Hauptgeschäft war zunächst der Handel mit Wein und Tee. Als Kreditgeber finanzierte die Bank im Siebenjährigen Krieg den Staat und die Landstände der Landgrafschaft Hessen. Nach dem Ende Kurhessens waren ab 1807 auch Gemeinden, Korporationen und adelige Familien Kreditnehmer. Die Bank erwarb sich den Ruf eines sicheren und soliden Kreditinstituts. Die Refinanzierung erfolgte in der ersten Hälfte des 19. Jahrhunderts durch zu 3 %, später zu 3½ % verzinsliche Inhaberschuldverschreibungen. Seit 1823 firmierte die Bank unter der Bezeichnung Leih- und Commerz-Bank zu Cassel.

## Spekulationsgeschäfte
Ab den 1820er Jahren betrieb die Bank zunehmend Spekulationsgeschäfte mit riskanten Wertpapieren und Wechseln. Dies war zunächst erfolgreich, die Bank konnte hohe Dividenden ausschütten. Entstehende Verluste wurden durch zusätzliche Einlagen gedeckt.
Die Kurhessische Ständeversammlung forderte die Regierung auf, eine Kontrolle über die Bank einzurichten. Das Innenministerium kam dem nach und ernannte am 12. September 1835 den Polizeidirektor von Kassel zum Regierungskommissar, der die staatliche Aufsicht über das Institut ausüben sollte. Eine Klage der Bank gegen diese Bankenaufsicht vor dem Obergericht Kassel war jedoch erfolgreich. Das Gericht entschied am 30. Oktober 1840, dass das landgräfliche Privileg von 1721 keine Bankaufsicht vorsah.
Im Jahr 1842 stand die Bank kurz vor dem Ende. Ein Mitglied der Bankdirektion vergab einen Kredit in Höhe von 70.000 Talern an sich selbst. Als der Kredit platzte, konnte die Bank nur durch zusätzlichen Einlagen aus dem Kreis der Aktionäre und Direktoren (unter anderem Siegmund von Meyer) am Leben erhalten werden.

## Die Ausgabe von Kassenscheinen
1850 stand die Bank erneut vor finanziellen Problemen. Diesmal bestand das Problem darin, dass der Staat neue Staatsanleihen mit einem Zinssatz von 4½ % herausgegeben hatte. Entsprechend zogen viele Kunden ihre niedriger verzinsten Einlagen von der Leih- und Commerzbank ab und diese musste sich zu den nach der Märzrevolution deutlich gestiegenen Zinsen teuer refinanzieren.
Als Lösung hatte das Direktorium der Bank die Herauslage von Banknoten in Form von Kassenanweisungen ins Auge gefasst. Die Bank meldete daher am 25. März 1850 dem Innenministerium die Ausgabe von Banknoten im Umfang von 150.000 bis 200.000 Talern an. Da sich diese von den bisherigen Schuldverschreibungen nur durch die Unverzinslichkeit unterscheiden würden, sei das Vorgehen durch das Privileg von 1712 gedeckt. Die Emission sei zu einem Drittel durch Bargeld und zu zwei Dritteln durch hinterlegte Wertpapiere gedeckt. Innenminister Ludwig Hassenpflug teilte der Bank am 28. März 1850 mit, dass die Regierung nicht im Aufsichtswege einzuschreiten beabsichtige. Dies war sehr unüblich: Privatnotenbanken brauchten üblicherweise eine formelle Konzession zur Banknotenemission.
Im Auftrag der Bank fertigte die Druckerei Theodor Fischer in Kassel 400.000 Exemplare von Banknoten à einem Taler. 200.000 davon wurden bis 1851 in Umlauf gebracht. Sie zeigten als Namen des Emittenten Kurhessische Leih- und Commerzbank und erweckten damit den Eindruck, eine offizielle Stelle Kurhessens stünde hinter den Banknoten. Die Banknoten wurden im Ausland, insbesondere an den großen Messeplätzen in Umlauf gebracht und zunächst gut angenommen. 1853 verzeichnete die Bank erneut große Spekulationsverluste. Um diese auszugleichen, brachte man nun auch die anderen 200.000 Banknoten in Umlauf, zeigte in der Bilanz aber weiter einen Notenumlauf von nur 200.000 Talern an.
Preußen hatte mit Gesetz vom 14. Mai 1855 fremde Banknoten mit einem Nennwert unter 10 Talern verboten. Dieser Praxis schlossen sich andere Staaten an. Entsprechend wurden die Banknoten zur Einlösung vorgelegt. Um diese einlösen zu können, ließ die Bank bei Theodor Fischer neue Kassenscheine im Nennwert von 10 Talern drucken. Das Umlaufvolumen änderte sich dadurch nicht.
Während das Innenministerium für die Bank zuständig war, fürchtete das Finanzministerium, die Kassenscheine der Bank könnten mit denen des Landes verwechselt werden. Staatliche Stellen in Kurhessen nahmen die Kassescheine der Bank nicht an. Auch forderte das Finanzministerium eine Transparenz der Banknotenausgabe wie für Notenbanken üblich, konnte sich aber nicht durchsetzen.

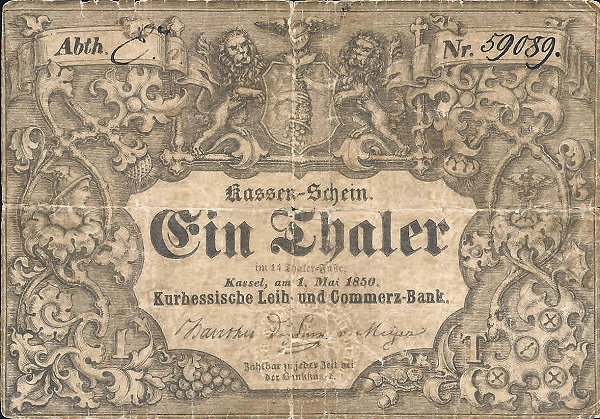
Kassenschein Kurhessische Leih- und Commerzbank, 1850, 1 Taler, Avers
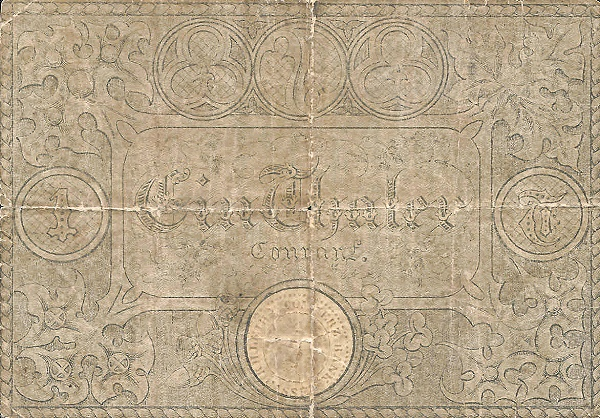
Kassenschein Kurhessische Leih- und Commerzbank, 1850, 1 Taler, Revers
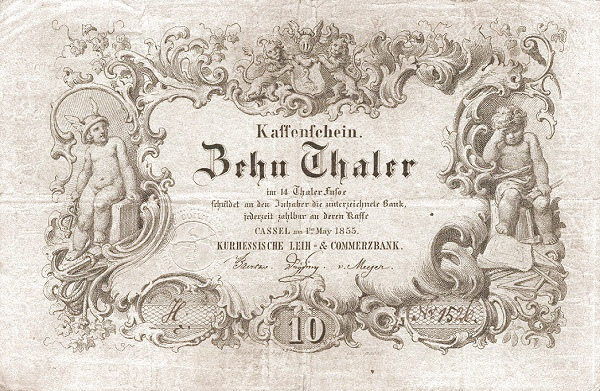
Kassenschein Kurhessische Leih- und Commerzbank, 1855, 10 Taler, Avers
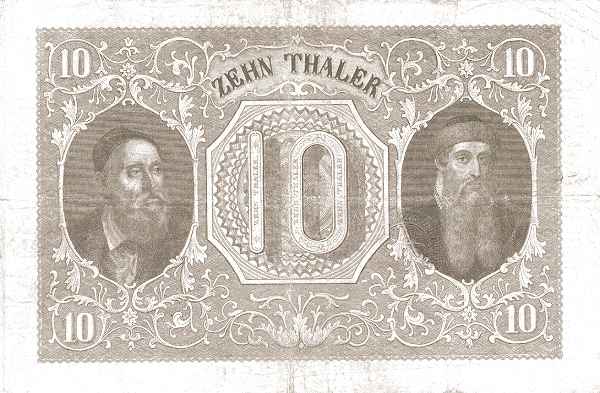
Kassenschein Kurhessische Leih- und Commerzbank, 1855, 10 Taler, Revers

## Das Ende
Der Sardinische Krieg 1859 führte zu erheblicher wirtschaftlicher Unsicherheit und einem Kursfall aller Staatsanleihen. Entsprechend kam es auch bei der Leih- und Commerzbank in Kassel zu einem Bankansturm von Kunden, die die Anleihen und Kassenscheine der Bank in Bargeld einlösen wollte. Um diesen Ansprüchen zu genügen, verkaufte die Bank Staatsanleihen mit großem Verlust. Dies reichte nicht, am 9. Mai 1859 musste die Leih- und Commerzbank ihre Zahlungen einstellen.
Der spektakuläre Bankenzusammenbruch führte zu einer erhöhten Einlösung der Kassenscheine der kurhessischen Regierung und zu einem Vertrauensverlust in die Banknoten der deutschen Kleinstaaten. Die Entschädigung der Gläubiger wurde zu einem Politikum: Beide Kammern der Stände sprachen sich für eine Entschädigung der inländischen Gläubiger aus. Der erste Bericht des Konkursverwalters Carl Oetker vom 14. November 1859 stellte fest, dass von den Aktiva, die sich auf 919.317 Taler beliefen, nur 329.674 Taler als realisierbar eingeschätzt wurden. Für die Masseschuldner ergab sich eine Konkursquote von ungefähr 35 %. Dies führte zu verschärften Vorwürfen aus dem Landtag bezüglich fehlender Bankenaufsicht.
Die Abwicklung der Bank zog sich fast 5 Jahre hin. Der Landtag beschloss den Gesetzentwurf zur Lösung der Schuldverhältnisse der Leih- und Commerzbank am 8. Juli 1863 einstimmig. Mit der Unterzeichnung durch Kurfürst Friedrich Wilhelm I. trat das Gesetz am 5. August 1863 in Kraft. Am 3. Februar 1864 erklärte das Stadtgericht Kassel die nicht angemeldeten Forderungen für erloschen. Die ausländischen Massegläubiger erhielten eine Quote von 57 % (viele Aktiva hatten sich doch noch realisieren lassen), die Quote für inländische Gläubiger wurde durch Staatsmittel aufgestockt und betrug 80 %.

## Personen
Im 19. Jahrhundert waren vielfach hohe Beamte der Ministerialbürokratie Direktoren der Bank. Hierzu zählten:
- Friedrich Meisterlin (1845–1847 Direktor) (Finanzminister 1834)
- Siegmund von Meyer (1833–1835 und 1842–1859 Direktor) (Außenminister 1856–1856)